# ラウテンヴェルク
ラウテンヴェルク（ドイツ語: Lautenwer[c]k, Lautenklavier）は、バロック時代に特有の鍵盤楽器。リュート・チェンバロという別名からも分かるように、本体の外見はチェンバロそのものだが、
通常のチェンバロで用いられる金属弦に代わってリュートで用いられるガット弦が張られており、チェンバロよりも柔らかな音色を持っている（また一説によると、リュートの本体に鍵盤を付け、それで弦を弾く楽器だったとも伝えられる）。
大バッハはこの楽器を好んでおり、遺産目録によると2台のラウテンヴェルクを所有していた。バッハのリュートのための組曲のうちリュート組曲 (BWV 996)は、筆写譜によると、「ラウテンヴェルクで aufs Lautenwerck」演奏するために作曲されたらしい。
当時の楽器で現存するものはなく、20世紀になって史料をもとに復元が試みられるようになった。ロバート・ヒルやミケーレ・バルキ(Michele Barchi)、シャールコジー・ゲルゲイらの古楽器奏者による音源が存在する。